# فرانك واتسون (سياسي)
فرانك واتسون (بالإنجليزية: Frank Watson)‏ هو سياسي أمريكي، ولد في 26 يوليو 1945 في سانت لويس في الولايات المتحدة. حزبياً، نشط في الحزب الجمهوري. وقد انتخب عضو مجلس نواب إلينوي.